# Léa Vion
Léa Vion, la comtesse de son surnom dans la Résistance, est une résistante française, née le 18 septembre 1890 dans le 5e arrondissement de Paris, et morte le 19 janvier 1972 à Montreuil. Elle a été directrice de la maternité du château de Bénouville de 1935 à 1956.

## Biographie
Madame Vion est née le 18 septembre 1890 dans l'appartement familial du no 17 avenue des Gobelins. Elle est la fille de Prosper Vion, instituteur, et de Louise Bara, de la famille de Joseph Bara.
En 1935, Léa Vion est nommée directrice de la maternité du château de Bénouville ouvert par le département du Calvados en 1927. En 1940, elle s'engage dans la Résistance en offrant son aide à des prisonniers de guerre français évadés. Elle va jusqu'à éconduire les premiers soldats allemands qui se présentent à la maternité ce qui lui vaudra plusieurs jours de prison. Elle bénéficiera de la maternité pour recueillir et cacher des enfants atteint du syndrome de Down, qui était voué à la mort sous le régime nazi.
Fin 1940, elle entre dans l’Armée des Volontaires, puis rejoint le réseau Centurie et l’Organisation civile et militaire en 1942. Le château étant proche des installations normandes du mur de l'Atlantique, elle transmet aux Alliés des renseignements sur celles-ci et les troupes allemandes de la région. L’activité officielle du château/maternité est une couverture idéale qui rend peu soupçonnables les allées et venues des résistants au sein du domaine, qui de plus est caché par la végétation du grand parc arboré et relativement protégé des bombardements par une grande croix rouge sur le toit. Cette discrétion permet d’y cacher un poste émetteur radio pour le maquis et d’y faire transiter armes et fugitifs. Les caves du château abritent des aviateurs alliés ou des jeunes réfractaires au service du travail obligatoire.
Après la guerre, Léa Vion est maire de Bénouville de 1947 à 1953. Elle prend sa retraite en 1956 où elle retourne à La Celle-sur-Morin, le village de son enfance. Elle y est élue maire en 1959 et se retire de cette fonction en 1965 où elle choisit de s'investir dans sa paroisse.

## Décorations[1]
- Chevalier de la Légion d'honneur, en 1960  à titre militaire[6]
- Croix de guerre 1939-1945, avec étoile d’argent (citation à l'ordre de la Division le 29 mai 1945)
- Médaille de la Résistance polonaise en France (Pologne)
- Rosette de la Ligue universelle du Bien public